# 西湖街道 (杭州市)
西湖街道是中国浙江省杭州市西湖区下辖的一个街道办事处。2002年9月，杭州市政府决定交由杭州西湖风景名胜区管委会托管。辖区面积47.89平方公里，东连西湖，南临钱塘江，西接之江国家旅游度假区，北靠高新技术开发区。总人口3万余人。拥有5800亩茶园、2000亩耕地、3万余亩山林，是西湖龙井茶原产地的一级保护区域。街道办事处设在杭州市西湖区灵隐路18-3号。

## 行政区划
西湖街道下辖6个社区、9个行政村：
- 社区：净寺社区、三台山社区、九溪社区、栖霞岭社区、金沙港社区、灵隐社区；
- 行政村：双峰村、龙井村、九溪村、梵村、茅家埠村、满觉陇村、杨梅岭村、翁家山村、梅家坞村。